# Васюк, Илья Акимович
Илья Акимович Васюк (1919—1969) — капитан Рабоче-крестьянской Красной Армии, участник Великой Отечественной войны, Герой Советского Союза (1944).

## Биография
Илья Васюк родился 23 апреля 1919 года в селе Мармызовка (ныне — Варвинский район Черниговской области Украины) в крестьянской семье. Окончил Лохвицкий педагогический техникум в 1937 году. В 1939 году Васюк был призван на службу в Рабоче-крестьянскую Красную Армию. В 1941 году он окончил зенитное артиллерийское училище в Омске. С ноября того же года — на фронтах Великой Отечественной войны. Принимал участие в боях на Калининском, Воронежском, 1-м и 2-м Украинских фронтах. В 1943 году Васюк окончил курсы «Выстрел». Принимал участие в Курской битве и битве за Днепр, освобождении Киевской области. К марту 1944 года старший лейтенант Илья Васюк командовал батальоном 21-го стрелкового полка 180-й стрелковой дивизии 27-й армии 2-го Украинского фронта. Отличился во время освобождения Черкасской области Украинской ССР.
6 марта 1944 года у села Чижовка батальон Васюка был вынужден остановить своё наступление, так как противник превратил село в мощный опорный пункт и оказал ожесточённое сопротивление. Решив провести советский военнослужащий, участник Великой Отечественной войны, полный кавалер ордена Славы, разведку боем, Васюк разделил батальон на две части и атаковал ими вражеские фланги. Пока они вели бой, небольшая группа гранатомётчиков, пройдя в тыл противника, отрезала ему путь к отступлению. В том бою вражеские подразделения потеряли около половины своего личного состава, а оставшиеся в живых сдались в плен. В то же время батальон Васюка потерял убитыми всего нескольких бойцов. Однако у расположенного неподалёку села Мельниковка противник развернул около 30 танков, встретив наступавший батальон Васюка мощным контрударом и вынудив его перейти к обороне. Васюк умело расположил миномётные и противотанковые подразделения, которые открыли огонь по противнику, уничтожив 20 вражеских танков, в том числе 7 «Тигров». Отступавший в панике противник бросил в Мельниковке 170 автомашин и 3 зенитных орудия. В ходе дальнейшего продвижения на запад, батальон наткнулся на вражескую колонну, спешившую к Южному Бугу с целью не дать советским войскам форсировать реку. В лесу у дороги Васюк организовал засаду, которая атаковала эту колонну и уничтожила её. Впоследствии батальон Васюка первым во всей армии переправился через Южный Буг в районе села Завадовка Тепликского района Винницкой области, захватив плацдарм на его западном берегу.
Указом Президиума Верховного Совета СССР от 13 сентября 1944 года за «образцовое выполнение боевых заданий командования и проявленные при этом мужество и героизм» старший лейтенант Илья Васюк был удостоен высокого звания Героя Советского Союза с вручением ордена Ленина и медали «Золотая Звезда» за номером 4272.
В 1945 году в звании капитана Васюк был уволен в запас. Проживал в Краснодаре, работал мастером строительно-монтажного управления. Умер 24 июля 1969 года, похоронен на Славянском кладбище Краснодара.
Был также награждён орденами Красного Знамени и Отечественной войны 1-й степени, а также рядом медалей.